# 第二次男爵战争
第二次男爵战争（Second Barons' War）是1264–1267年间英格兰王国发生的一场内战。对阵双方是第六代莱斯特伯爵西蒙·德孟福尔领导的一大批男爵和亨利三世（后期为爱德华亲王）。莱斯特伯爵的目的是要求国王组建一个男爵议会来治理国家，而非听凭国王的喜好。为了得到男爵派的支持，他废除了男爵们欠犹太人的债务，他的儿子亨利和西蒙还屠杀过犹太人。莱斯特伯爵获得了最初的胜利，统治了英格兰一段时间，召開了第一次由直接選舉產生的議會。但是大约一年之后（1265年），他在伊夫舍姆战役中为王党势力所杀。战争则在两年后以男爵们投降而完全结束。